# Zen Gesner
Zen Gesner (sinh ngày 23 tháng 6 năm 1970) là một diễn viên điện ảnh và truyền hình người Mỹ. Anh nổi tiếng và được biết đến nhiều nhất với vai diễn Sinbad trong bộ phim truyền hình Những cuộc phiêu lưu của Sinbad, và là một khách mời thường xuyên trong bộ phim truyền hình All My Children. Gần đây anh xuất hiện trong quảng cáo " Man Laws " của Miller Lite. Gesner cũng xuất hiện trong một tập phim sitcom nổi tiếng Những người bạn mà anh đóng vai Dave. Tốt nghiệp Học Viện Âm nhạc và Nghệ thuật London (LAMDA), Gesner còn có nhiều vai diễn khác như trong phim "Dumb and Dumber", Osmosis Jones, I Myself and Irene, Shallow Hal, và There's Something About Mary. Năm 2005, anh góp mặt trong bộ phim hài lãng mạn Fever Pitch do Drew Barrymore và Jimmy Fallon đóng vai chính. Năm 2019 anh tham gia phim điện ảnh thuộc thể loại kinh dị Gates of Darknes (tạm dịch: Cánh cổng bóng tối). Năm 2018, anh đạt giải nhất trong cuộc thi lướt sóng SURFAID CUP MALIBU 2018, một cuộc thi lướt sóng để gây quỹ từ thiện. Trên trang cá nhân, anh xác nhận là sẽ tiếp tục tham gia cuộc thi lướt sóng SURFAID CUP MALIBU 2021 vào ngày 11 tháng 9 năm 2021.

## Tiểu sử
Zen Gesner sinh ra ở Van Nuys, California, Mỹ. Là con trai của nữ diễn viên sân khấu Nan Martin và kiến trúc sư Harry Gesner.. Tên của anh được đặt theo giáo phái Phật giáo Nhật Bản giảng thuyết giác ngộ thông qua thiền định. 
Gesner thích âm nhạc khi còn là một cậu bé và chơi thành thạo các nhạc cụ như Đàn piano, Kèn. Anh trở thành một diễn viên nổi tiếng khi theo học tại Trường trung học Santa Monica sau khi tham gia một phần trong vở kịch của trường, và được đóng vai chính trong bản tái hiện của trường là Nicholas Nickleby và The Sound of Music. Sau khi tốt nghiệp, Gesner tham gia Nhà hát kịch nói South Coast ở quận Cam, CA, tham gia đóng các vai nhỏ và xem các diễn viên có nhiều kinh nghiệm miệt mài với nghề của họ để học hỏi.

## Sự nghiệp
Sau khi tham gia vòng thử giọng, Gesner đã tìm kiếm chương trình mùa hè chuyên sâu của Viện Âm nhạc và Nghệ thuật London trên Shakespeare và được chấp nhận. Đến cuối khóa học, anh được mời vào một vị trí trong chương trình ba năm chung tại Học viện, nơi các cựu sinh viên Bắc Mỹ bao gồm các diễn viên như Alexis Denisof, John Litva và Donald Sutherland.
Là một sinh viên tại LAMDA, Gesner không chỉ biểu diễn trong các vở kịch như  Richard III ,  The Cherry Orchard  và  Anything Goes , nhưng cũng nghiên cứu mọi thứ, từ thơ ca đến bắn cung cho đến lửa. Anh đặc biệt xuất sắc trong môn đấu kiếm và trong năm thứ hai, anh đã nhận được chứng chỉ nâng cao từ Hiệp hội các đạo diễn chiến đấu của Anh. Sau khi tốt nghiệp Học viện, nam diễn viên làm Trợ lý Giám đốc cho Nhà hát opera Hoàng gia, London. Gesner đã ra mắt bộ phim điện ảnh của mình trong  Dumb and Dumber  và đưa các kỹ năng ngoài đời thực của mình để sử dụng như một người lướt sóng trong video âm nhạc Chris Isaak, "Ai đó Đang khóc".
Sau bốn lần thử vai, Gesner đã giành được vai chính trong loạt phim hành động giả tưởng hợp tác,  Những cuộc phiêu lưu của Sinbad . Bộ phim được quay tại Cape Town, Nam Phi, và nhận được đông đảo lời khen, sự yêu thích của khán giả vì nội dung và những pha hành động hấp dẫn trong phim. Ngoài ra phim còn sử dụng các hiệu ứng đặc biệt. Giữa các cảnh quay, Gesner đã biến tấu và thực hiện các động tác của môn xiếc, chẳng hạn như đi thăng bằng trên dây, leo dây ngược, đá / lật lên khỏi mặt đất (được gọi là "nhảy") và lật người. Vẻ điển trai, lối diễn sinh động của anh khiến nhiều người xem yêu thích. Mặc dù có sự chuẩn bị cho phần thứ ba, loạt phim đã kết thúc hoạt động sau phần thứ hai do tranh chấp hợp đồng giữa công ty sản xuất và nhà phân phối.
Kể từ khi kết thúc  Những cuộc phiêu lưu của Sinbad  năm 1998, Gesner đã xuất hiện trong các bộ phim truyền hình như  Friends  và  All My Children . Anh đóng vai David Patrick trong bộ phim năm 2005  The Ringer , một bộ phim về Thế vận hội đặc biệt. Anh cũng là người phát ngôn cho chiến dịch tiếp thị "Những gì phụ nữ muốn biển" của Chicken of the Sea năm 2005.
Gesner là anh rể của Farrelly Brothers, và đã nhận được một số vai nhỏ trong phim của họ, bao gồm  Dumb and Dumber ,  Fever Pitch ,  Kingpin ,  Me, Myself & Irene ,  Osmosis Jones ,  Shallow Hal ' 'và' 'There's Something About Mary' '. Gesner cũng đóng vai (Ron) một người đồng tính nam trong phim  Boat trip . Anh từng xuất hiện trong quảng cáo Luật pháp cho Miller Lite.
Gesner là "Người bí ẩn" trong phần mở đầu mỗi tập của chương trình truyền hình  Take the Money and Run . Anh ta đưa chiếc cặp chứa 100.000$ đô la cho nhóm thí sinh hai người và hướng dẫn họ vượt qua những thử thách.
Mới đây nhất, phim mà anh tham gia là Gates of Darkness năm 2019 thuộc thể loại kinh dị.
Có nhiều người đánh giá rằng: "Nếu như anh tích cực với diễn xuất hơn, tham gia nhiều phim hơn thì có lẽ giờ đây anh đã là một trong những ngôi sao điện ảnh nổi tiếng nhất Hollywood, Mỹ. Hãy giữ lấy điều này trong trái tim của mỗi chúng ta, những người hâm mộ Zen Gesner, và hãy cứ ước mơ một ngày nào đó anh sẽ có một vai diễn khác ấn tượng hơn trong sự nghiệp diễn xuất của mình".

## Đời tư
Anh kết hôn với Cynthia Farrelly Gesner vào năm 1995. Bộ đôi có ba người con và sống ở Malibu,California,Mỹ. Trên trang cá nhân của mình, Gesner chia sẻ nhiều hình ảnh về cuộc sống hiện tại, gia đình và đam mê lướt sóng. Anh vẫn dành nhiều tình cảm cho Sinbad, thỉnh thoảng anh lại đăng các bức ảnh cũ về nhân vật.

## Hoạt động hiện tại
Hiện tại anh đang làm việc trong lĩnh vực lồng tiếng phim và MC truyền hình tại Mỹ. Gần đây, tài tử kêu gọi mọi người đoàn kết trong vụ cháy rừng ở Mỹ. Anh còn có cả một quỹ từ thiện riêng của mình và anh còn hoạt động trong ngành bất động sản.

## Danh sách một số phim và chương trình truyền hình tham gia
- Một số phim và chương trình truyền hình

| Năm       | Tựa                                               | Vai diễn             | Vai trò             |
| --------- | ------------------------------------------------- | -------------------- | ------------------- |
| 1994      | Victim                                            | Sgt. Greg            | Diễn viên           |
| 1994      | Friends                                           | Dave                 | Diễn viên           |
| 1994      | Dumb and Dumber                                   | Dale's Man#1         | Diễn viên           |
| 1995      | Compromising Situations                           | Phillip Larsen       | Diễn viên           |
| 1995      | Wish Me Luck                                      | Henry Krinkle        | Diễn viên           |
| 1995      | Chris Isaak: Somebody's Crying                    | Beachgoer            | Diễn viên           |
| 1995      | Soldier Boyz                                      | Guard#1              | Diễn viên           |
| 1996      | The Glass Cage                                    | Customer             | Diễn viên           |
| 1996      | Kingpin                                           | Thomas               | Diễn viên           |
| 1996-1998 | Những cuộc phiêu lưu của Sinbad                   | Thuyền trưởng Sinbad | Diễn viên           |
| 1997      | Gettin' Up                                        | Chưa rõ              | //                  |
| 1998      | There's Something About Mary                      | Vai phụ              | Diễn viên           |
| 1998      | Friends                                           | Dave                 | Diễn viên           |
| 2000      | Quý ngài hai mặt                                  | Agent Peterson       | Diễn viên           |
| 2001      | Social Misfits                                    | Counselor Tr...      | Diễn viên           |
| 2001      | Shallow Hal                                       | Ralph                | Diễn viên           |
| 2001      | Yêu phải nàng béo                                 | Ralph                | Diễn viên           |
| 2001      | The Breed                                         | West                 | Diễn viên           |
| 2001      | Phim hoạt hình: Osmosis Jones                     | Bác Sĩ               | Diễn viên           |
| 2002      | Legend of the Phantom Rider                       | Suicide              | Diễn viên           |
| 2002      | Boat trip                                         | Ron                  | Diễn viên           |
| 2003      | Knee High P.I                                     | Nam cảnh sát         | Diễn viên           |
| 2003      | Small Town Conspiracy                             | Chưa rõ              | Diễn viên           |
| 2005      | The Ringer                                        | David Patrick        | Diễn viên           |
| 2005      | Pever Pitch                                       | Steve                | Diễn viên           |
| 2006      | Best of Chris Isaak                               | Vai phụ              | Diễn viên           |
| 2007      | Fetch                                             | Spike                | //                  |
| 2007      | National Lampoon's Bag Boy                        | Cảnh sát             | Diễn viên           |
| 2008      | Rex                                               | Ned                  | //                  |
| 2008      | Shattered                                         | Carter               | Diễn viên           |
| 2010      | Crimial Minds                                     | Robert               | Diễn viên           |
| 2011      | Thách thức đấng mày râu                           | Passenger Cop        | Diễn viên           |
| 2011      | Chương trình truyền hình: Take the Money and Run  | Mystery Man          | Người bí ẩn         |
| 2013      | Slightly Single in L.A.                           | Church Usher         | //                  |
| 2013      | 43 ngày kỳ quặc                                   | Chưa rõ              | Diễn viên           |
| 1970-2013 | All my children                                   | Vai phụ              | Diễn viên khách mời |
| 2015      | That's Awesome! The Story of 'Dump and Dumber To' | Chưa rõ              | Nhà Sản Xuất        |
| 2015      | A Date to Die For                                 | Michael Hill         | Diễn viên           |
| 2016      | Paid in Full                                      | Sam                  | Diễn viên           |
| 2017-2019 | Gates of Darkness                                 | Cha của Stephen      | Diễn viên           |

- Video âm nhạc
- Chris Isaak (diễn minh hoạ)
- Ai đó đang khóc (diễn minh hoạ).
- Tạp chí
- Starlog 1997.
- Radio Appearances
- Performed in a radio broadcast of Leocadia.

## Giải thưởng và thành tích

### Thể thao
| Năm  | Đạt giải trong          | Xếp hạng                   | Bộ môn    |
| ---- | ----------------------- | -------------------------- | --------- |
| 2018 | SURFAID CUP MALIBU 2018 | GIẢI NHẤT, HUY CHƯƠNG VÀNG | LƯỚT SÓNG |

### Đấu kiếm
Trong năm học thứ hai tại Viện Âm nhạc và Nghệ thuật London, anh đã đạt được Chứng chỉ nâng cao môn đấu kiếm từ Hiệp hội các đạo diễn chiến đấu Anh.